# Скумбрія атлантична
Ску́мбрія атлантична, макрель, баламут (Scomber scombrus L.) — риба родини скумбрієвих ряду окунеподібних.

## Опис
Довжина до 60 см (чорноморська 22—38 см, вага до 1,6 кг; У Чорному морі скумбрія не перевищує 30-32 см у довжину та 265 г за вагою.). Тіло веретеноподібне. Спинних плавців два. За другим спинним плавцем є 5—6 маленьких плавців, за анальним 4—5. Плавальний міхур відсутній. Забарвлення: черево та боки сріблясті, спина синьо-зелена з великою кількістю чорних зігнутих смужок. 

## Поширення
Ендемічний вид для північної частини Атлантичного океану, зустрічається біля берегів Північної Америки від Лабрадора до мису Гаттерас і біля берегів Європи від Канарських островів до Ісландії, а також у Середземному, Мармуровому, Чорному, Північному та Балтійському морі. Бували випадки, коли скумбрія заходить у Баренцеве та Біле моря.

## Особливості біології
Пелагічна теплолюбна риба, швидко плаває. Тримається зграями, здійснює сезонні міграції навесні з глибини 150—250 м, де зимує, до берегів для розмноження. Після розмноження мігрує вздовж берегів у пошуках корму. 
Живиться планктоном.
Статевої зрілості досягає на 2—4 році життя. Нерест влітку на невеликих глибинах, плодючість самиць до 500 тисяч ікринок. Ікра пелагічна, до 1,3 мм у діаметрі, швидкість її розвитку залежить від температури. Личинки що з'являються, мають 3,1—3,9 мм довжини, жовток повністю зникає при довжині личинки 6 мм. Молодь стає повністю схожою на дорослу особину при довжині 4,5—5 см.

## Охорона
На більшій частині ареалу стан природних популяцій виду залишається більш-менш стабільним. Саме тому він, згідно з Червоним списком МСОП, отримав охоронний статус «відносно благополучний вид». Але в окремих регіонах спостерігається тенденція до зниження чисельності популяції виду. Тому скумбрія атлантична занесена до Червоної книги Чорного моря (охоронна категорія: вид перебуває в небезпечному стані).

## Практичне значення

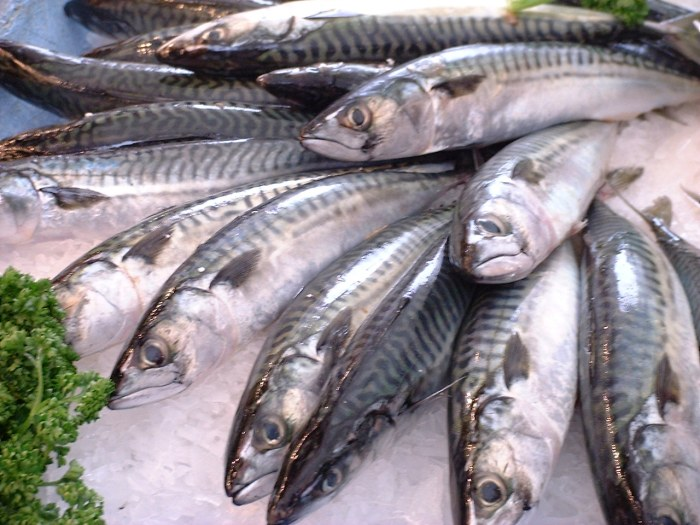
Скумбрія в магазині

Цінний об'єкт промислу, м'ясо скумбрії дуже смачне та жирне (до 16,5 % жиру), без маленьких кісток. У торговельну мережу потрапляє у замороженому, копченому або солоному вигляді. Також зі скумбрії виготовляють консерви та пресерви.

### Геральдика
Скумбрія, або макрель використовується у геральдиці як гербова фігура. Зокрема, вона фігурує на гербах данського міста Обенро і Обенроської комуни.

Комуна Обенро
Місто Обенро